# Léon Binoche
Léon Binoche (Champs-sur-Yonne, Yonne, 16 d'agost de 1878 – agost de 1962) va ser un jugador de rugbi francès que va competir a cavall del segle xix i el segle xx. El 1900 va prendre part en els Jocs Olímpics de París, on guanyà la medalla d'or en la competició de rugbi.
Jugador del Racing Club de France en la posició de mig d'obertura, guanyà les lligues franceses del 1900 i 1902.